# Leon Fortak
Leon Fortak (ur. 5 czerwca 1947 w Piotrkowie Trybunalskim) – polski samorządowiec, wieloletni naczelnik (1974–1990) i wójt gminy Czarnocin (1990–2014). 
Ukończył Szkołę Główną Gospodarstwa Wiejskiego w Warszawie. Związany jest z ruchem ludowym – należał do ZSL, a następnie PSL. 1 stycznia 1974 rozpoczął pełnienie funkcji naczelnika gminy Czarnocin. Po 1990 był wybierany na stanowisko wójta najpierw przez radę gminy, a następnie, w 2002, 2006 i 2010 – w wyborach powszechnych, każdorazowo zwyciężając w pierwszej turze. Jednocześnie w latach 1994–1998 kierował sejmikiem województwa piotrkowskiego, a w latach 1998–2002 – radą powiatu piotrkowskiego.
W kolejnych wyborach samorządowych w 2014 nie ubiegał się o reelekcję, z powodzeniem kandydował jednak do rady powiatu piotrkowskiego (w 2018 nie wybrano go ponownie).
W 2015 został odznaczony Odznaką Honorową za Zasługi dla Samorządu Terytorialnego.
Jest żonaty, ma dwoje dzieci.